# A Hírnök (folyóirat)
A Hírnök (1903–1942) katolikus családok társadalmi, irodalmi és művészeti folyóirata; kéthetenként, majd havonta jelent meg; P. Trefán Leonárd egy általa 1903-ban alapított római katolikus hitbuzgalmi közlönyből (Szt Ferenc Hírnöke /1903–1921/) alakította át az 1921. évfolyam 7. számától kezdve. Utolsó évfolyama az 1942-es.

## Szerkesztői
Főszerkesztő: 1934. I. 15-1941. II. 15: Trefán Leonárd, 1942. XI. 15: a kolozsvári ferencrendi kolostor.
Felelős szerkesztő 1925. VII. 1: Jánossy Béla, 1937. X. 15: Boros Fortunát.
Szerkesztő: 1922. VII. 1-1933. XII. 15: Trefán Leonárd, szerk. és fel. kiadó 1940. IX-1944. VIII: Boros Fortunát.
A szerkesztők munkáját segítették Németh Kálmán (P. Németh Gellért álnéven) és Petres Kálmán is. Itt publikálta első írásait Máthé Ferenc egyházi író.

## Egyes rovatai, tartalma
Állandó rovatai közül az Ismeretterjesztő cikkek, tanulmányok a legtartalmasabb, színvonalát a romániai magyar művelődési élet jeles szakembereinek közreműködése biztosította. Munkatársai közé tartozott többek közt Balogh Ernő, Bíró Vencel, Bitay Árpád, Buday Árpád, György Lajos, Hirschler József, Jakab Géza, Juhász Kálmán, Kelemen Lajos, Kende János, Kristóf György, Márki Sándor, Moll Elemér, Roska Márton. Hasonló felekezetfelettiség jellemzi – főként az 1920-as években – a folyóirat szépirodalmi anyagát is: hasábjain gyakran találkozunk Gyallay Pap Domokos, Gyalui Farkas,S. Nagy László, Szalacsi Rácz Imre, Szombati-Szabó István írásaival. Ez a szélesebb perspektíva azonban fokozatosan a kortárs katolikus irodalom ismertetésére szűkült. A törekvést hazai viszonylatban Dsida Jenő, Flórián Tibor, Hanzéros Géza, Kiss Jenő és Pakocs Károly, európai tekintetben Paul Claudel, Giovanni Papini, Rónay György, Thurzó Gábor neve fémjelzi.
Figyelemre méltó következetességgel vállalkoztak a munkatársak – elsősorban Józsa János, Jaklovszky Dénes, Khell István – a román és orosz irodalom klasszikusainak bemutatására. A Szemle-rovat irodalmi, színházi és képzőművészeti bírálatainak hangvételét P. Jánossy Béla és Szopos Sándor konzervativizmusa határozza meg, amíg azonban P. Jánossy polemikus célzatú kirohanásai a Napkelet és az Erdélyi Helikon irányvonala s egyes írók, így Tamási Áron ellen legfeljebb a két világháború közötti állapotok kórtünete, addig Szopos Sándor művészetelméleti eszmefuttatásai nem egy reprezentatív életmű jobb megértését segítik elő.
Ikonográfiai szempontból a számos író- és művészportré, valamint Hankó János, Szopos Sándor és Tóth István könyvgrafikái emelik a lap dokumentáris értékét.
Sorozatot adott ki A Hírnök Könyvei címmel (1927–29), s rendszeresen megjelentette A Hírnök Zsebnaptára című kiadványt (1930–40).